# 推筒子
推筒子，是中國的牌類遊戲，用麻將牌作推牌九..也俗稱..雀九..將九..筒仔目賊。

## 牌具
- 一筒到九筒、白板各四張，共四十張，2~3顆骰子。

## 牌規
莊家設置下注數目，並詢問其它閒家是否同意這數目。不同意者退出，否則继续。從上門閒家開始輪流下注。若閒家總下注莊家的總金額，则结束下注。全部下注後，莊家丟擲骰子，根據点数开始每人發兩張牌，然後開牌。
- 兩張點相同的牌稱為(豹子)(對子)；兩張點數不相同的牌，点数相加取十的余数，稱為點子；兩張牌的點數相加為十，除去28，稱為憋十。
- 每雙牌由大至小：豹子(對子)>點數(個)>零點(憋十)。同類牌則以點數計算點數，大點數贏小點數。如莊、閒牌面點數相同，莊贏。[1]

特殊玩法..(單張白板算半點..例如..白板+9筒=9點半...白板+8筒=8點半...以此類推..點數最大9點半..最小0點(鱉十)) 
正式玩法..(單張白板算零點..例如..白板+9筒=9點...白板+8筒=8點...以此類推..點數最大9點..最小0點(鱉十))
豹子(對子)..白板對>9筒對>8筒對>7筒對>6筒對>5筒對>4筒對>3筒對>2筒對>1筒對

## 變體
雀九，又稱麻雀牌九，同樣用麻將牌作推牌九，僅用一筒到九筒、白板各四張，共四十張。以點數和計算點數，大點數贏小點數。每雙牌由大至小的排列為：白板>九>八>七>六>五>四>三>二>一。如兩張牌未成對，則以點數和計算點數，大點數贏小點數。其餘大致相同。